# Creutz
Creutz ([ˈkrœjts]
 ( lyssna)) är en adelsätt från Pernå i Nyland, nuvarande Finland, som är känd sedan 1490. I Sverige har den erhållit adligt (nr 92), friherrligt (nr 48) och grevligt (nr 68) stånd. En gren naturaliserades 1866 till Nederländerna och upphöjdes till baron 1867, men utslocknade 2008. En gren immatrikuliserades även 1818 på Finlands riddarhus med grevlig värdighet (nr 1).

## Historia
Som släktens första anfader räknas en Lars Markusson (eller Matsson), död efter 1490 i Sarvlaks i Pernå. Döttrar till honom ingiftes i frälsesläkterna Teit (senare Teet, Stierncreutz) och Poitz. Genom sonen Knut Larsson (död 1540), fogde i Sarvlaks, härstammar den adliga ätten Creutz.
Landshövdingen Ernst Creutz var den förste bäraren av namnet Creutz, död 1635. Han bytte namn när han introducerades på Riddarhuset.

## Personer med efternamnet Creutz
- Carl Gustaf Creutz (1660–1728), militär, friherre
- Carl Johan Creutz (1725–1793), diplomat, kunglig sekreterare, friherre
- Carl Magnus Creutz (1821–1893), finländsk historisk författare, greve
- Carl-Eric Creutz (1911–2000), finländsk radioman, ”radiogreven”
- Ernst Creutz (död 1635), landshövding
- Ernst Johan Creutz den äldre (1619–1684), ämbetsman, friherre
- Ernst Johan Creutz den yngre (1675–1742), friherre, senare greve
- Gustaf Philip Creutz (1731–1785), skald, ämbetsman, greve
- Hedvig Christina Creutz (aktiv på 1780-talet), abbedissa för jungfrustift
- Johan Creutz (1651–1726), riksråd, greve
- Lorentz Creutz den äldre (1615–1676), ämbetsman, friherre
- Lorentz Creutz den yngre (1646–1698), ämbetsman, friherre
- Magnus Creutz (1909–1989), konstnär och grafiker, friherre
- Sven Otto Creutz (1844–1900), orgelbyggare och instrumentmakare

## Släktträd (i urval)
- Ernst Creutz, död 1635

1: Lorentz Creutz d.ä., 1615–1676
1.1 Lorentz Creutz d.y., 1646–1698
1.1.1 Carl Johan Creutz, 1688–1757
1.1.1.1 Carl Johan Creutz, 1725–1793
1.2: Johan Creutz, 1651–1726
1.2.1: Gustaf Creutz, 1683–1746
1.2.2: Carl Creutz, 1685–1740
1.2.2.1 Gustaf Philip Creutz, 1731–1785
1.2.2.2 Johan Carl Creutz
1.2.2.2.1 Carl Fredrik Creutz
1.2.2.2.1.1 Carl Gustaf Creutz
1.2.2.2.1.1.1 Carl Magnus Creutz, 1821–1893
1.3 Carl Gustaf Creutz, 1661–1728
2: Ernst Johan Creutz d.ä., 1619–1684
2:1: Johan Lorentz Creutz, 1652–1702
2:2: Ernst Johan Creutz d.y., 1675–1742